# سید محمدامین حسنی
سید محمدامین حسنی(زاده ۱۳۰۴ در سنندج) در اولین دوره مجلس شورای اسلامی به نمایندگی مردم سنندج انتخاب شد. او دارای تحصیلات حوزوی بود. او توانست در انتخابات میاندوره‌ای با کسب ۱۰۷٬۳۵۱ رای برابر با ۵۱٫۲۰ درصد کل آرای ماخوذه به مجلس راه یابد.